# Blackout (film, 2022)
Pour les articles homonymes, voir Blackout.
Pour plus de détails, voir Fiche technique et Distribution.
Blackout est un film américain réalisé par Sam Maccarone sorti en 2022. Il met en vedette Josh Duhamel, Abbie Cornish, Nick Nolte et Omar Chaparro,,.
Le film est sorti sur Netflix le 12 octobre 2022.

## Synopsis
Lorsqu'un homme se réveille dans un hôpital mexicain sans mémoire, il se rend vite compte qu'il est la cible d'un cartel et qu'il doit rapidement découvrir la vérité pour se sauver.

## Distribution
- Josh Duhamel (VF : Alexis Victor) : Caïn[1]
- Abbie Cornish (VF : Ingrid Donnadieu) : Anna[1]
- Nick Nolte (VF : Alain Dorval) : Ethan McCoy, agent de la DEA[1]
- Omar Chaparro[5] (VF : Laurent Maurel) : Eddie
- Barbara de Regil[5] (VF : Ève Reinquin) : Jenny
- José Sefami[5] (VF : Patrick Messe) : Dr Garza
- Hernán Del Riego[5] (VF : Diego Asensio) : Diego
- Lou Ferrigno Jr. (VF : Florent Pochet) : l'agent Jackson Jacobs

 Source et légende : version française (VF) sur RS Doublage et carton de doublage français.

## Production
Le tournage principal a commencé à Mexico le 5 novembre 2020.